# Zoofilia (polinização)
A zoofilia, ou zoogamia, é uma forma de polinização em que o pólen é transferido por animais, geralmente invertebrados, mas em alguns casos vertebrados, especialmente pássaros e morcegos, mas também por outros animais. As espécies zoófilas frequentemente desenvolveram mecanismos para se tornarem mais atraentes para o tipo específico de polinizador, por exemplo, flores de cores vivas ou perfumadas, néctar e formas e padrões atraentes. Essas relações entre plantas e animais geralmente são mutuamente benéficas devido à fonte de alimento fornecida em troca da polinização.
A polinização é definida como a transferência de pólen da antera para o estigma. Há muitos vetores para a polinização, inclusive abióticos (vento e água) e bióticos (animais). Há benefícios e custos associados a qualquer vetor. Por exemplo, o uso da polinização por animais é benéfico porque o processo é mais direcionado e frequentemente resulta em polinização. Ao mesmo tempo, é caro para a planta produzir recompensas, como néctar, para atrair polinizadores animais. Não produzir essas recompensas é um benefício do uso de polinizadores abióticos, mas um custo associado a essa abordagem é que o pólen pode ser distribuído de forma mais aleatória. Em geral, a polinização por animais ocorre depois que eles alcançam o interior das flores para obter néctar. Enquanto se alimenta do néctar, o animal esfrega ou toca os estames e fica coberto de pólen. Parte desse pólen será depositado no estigma da próxima flor que ele visitar, polinizando a flor.

## Polinização por insetos
Isso é conhecido como entomofilia. Há muitos subtipos diferentes.

### Polinização por abelhas (Melitofilia)
Há diversos tipos de abelhas (como as abelhas-domésticas, as abelhas mamangavas e as abelhas-das-orquídeas), formando grandes grupos que são bastante distintos em tamanho, comprimento da língua e comportamento (algumas solitárias, outras coloniais); portanto, é difícil generalizar a polinização por abelhas. Algumas plantas só podem ser polinizadas por abelhas porque suas anteras liberam pólen internamente, e ele deve ser sacudido pela polinização vibratória (também conhecida como “sonicação”). As abelhas são os únicos animais que realizam esse comportamento. As mamangavas e as abelhas solitárias fazem a sonicação, mas as abelhas-domésticas não. Cerca de 9% das flores do mundo são polinizadas principalmente por meio da Polinização vibratória.

### Polinização por vespas
As vespas também são responsáveis pela polinização de várias espécies de plantas, sendo importantes vetores de pólen e, em alguns casos, polinizadores ainda mais eficientes do que as abelhas.

### Polinização por borboletas (Psicofilia)
Apesar de sua total dependência das flores para seu sustento como imagos, as borboletas geralmente são polinizadores ruins, pois não possuem estruturas específicas para transportar o pólen. No entanto, algumas plantas parecem ter se especializado em atrair borboletas. A Buddleja é um exemplo bem conhecido. As espécies do gênero de orquídeas Bonatea são todas polinizadas por mariposas, exceto a Bonatea cassidea, que evoluiu para um psicófilo. Essa orquídea fixa sua polinaria firmemente entre os palpos das borboletas visitantes. Ao contrário de seus parentes, essa espécie de orquídea apresenta antese diurna, um perfume fraco que é praticamente ausente à noite e tem esporas curtas contendo pequenas quantidades de néctar rico em sacarose relativamente diluído - todas essas são consideradas características psicófilas. A Bonatea cassidea tem flores brancas, mas as flores que atraem as borboletas geralmente são coloridas. Ao contrário das abelhas e vespas, algumas borboletas, como a rabo-de-andorinha, conseguem ver a cor vermelha. As borboletas também precisam de uma plataforma para aterrissar

### Polinização por mariposas (Falenofilia)
Entre os polinizadores de mariposas mais importantes estão as mariposas-falcão (Sphingidae). Seu comportamento é semelhante ao dos beija-flores: elas pairam em frente às flores com batidas rápidas de asas. A maioria é noturna ou crepuscular.
Outras mariposas (Noctuidae, Geometridae, Pyralidae, por exemplo) voam lentamente e se fixam na flor. Elas não precisam de tanto néctar quanto as mariposas de voo rápido, e as flores tendem a ser pequenas (embora possam ser agregadas em cabeças).

### Polinização por moscas (miofilia e sapromiofilia)
As moscas tendem a ser importantes polinizadores em sistemas de alta altitude e alta latitude, onde são numerosas e outros grupos de insetos podem estar ausentes. Há dois tipos principais de polinização por moscas: miofilia e sapromiofilia.
A miofilia inclui as moscas que se alimentam de néctar e pólen quando adultas, principalmente as Bombyliidae [en], as moscas-das-flores (Syrphidae) e outras, que visitam regularmente as flores. Por outro lado, os machos de moscas-das-frutas (Tephritidae) são atraídos por atrativos florais específicos emitidos por algumas orquídeas selvagens que não produzem néctar. Os produtos químicos emitidos pela orquídea atuam como precursores ou reforçadores do feromônio sexual da mosca.
Os sapromiófilos, por outro lado, normalmente visitam animais mortos ou esterco. Eles são atraídos por flores que imitam o odor desses objetos. A planta não lhes oferece nenhuma recompensa e eles saem rapidamente, a menos que haja armadilhas para retardá-los. Essas plantas são muito menos comuns do que as miofílicas.

### Polinização por besouros (Cantarofilia)
Os besouros são particularmente importantes em algumas partes do mundo, como as áreas semiáridas do sul da África e do sul da Califórnia e os campos montanhosos de KwaZulu-Natal, na África do Sul.
A cantarofilia é frequentemente o principal sistema de polinização na família Araceae. Ela ocorre em gêneros como Amorphophallus,Dieffenbachia, Monstera, Philodendron e Theriophonum. Um exemplo bem conhecido é a inflorescência gigantesca de Amorphophallus titanum. Essa flor parece uma coluna saindo de uma vasta folha de carne em decomposição. Ela é capaz de gerar calor, que usa para exalar um poderoso odor fétido e repugnante à noite. Isso atrai besouros necrófagos e também predadores especializados desses besouros - a planta está essencialmente enganando os besouros para que acreditem que há alimento ou um lugar para colocar seus ovos. As flores de Araceae geralmente prendem os besouros em um compartimento com o pólen: os besouros precisam passar por uma constrição da espata para entrar, mas a planta pode apertar a espata contra a espádice e, assim, fechar a constrição por um tempo.  Há também algumas evidências de que a inflorescência gigante, que se aquece a 36 °C, brilha como um farol infravermelho invisível na escuridão da noite no chão da selva, invisível para os seres humanos, mas detectável por insetos.  As flores do Philodendron adamantinum são capazes de colar um globo de resina nas costas lisas dos besouros que atraem, modificando-os para que fiquem mais bem equipados para transportar o pólen para a próxima inflorescência.

### Outros
Na Dioscorea chouardii [en], a polinização é realizada por formigas.

### Polinização por lagartos
De acordo com um artigo de 2003, é possível que a polinização por lagartos seja subestimada. Sabe-se que os lagartos se alimentam de néctar desde 1977. No entanto, até 2003, apenas duas espécies de lagartos da Nova Zelândia transportaram pólen, embora não se saiba se eles realmente polinizam as flores. Há também evidências circunstanciais de que o Podarcis lilfordi [en] pode ajudar a polinizar a Euphorbia dendroides [en] nas Ilhas Baleares; um estudo constatou que o conjunto de sementes é maior em áreas com maior densidade de lagartos. Essas duas espécies não dependem do néctar como fonte de alimento e não parecem ter desenvolvido adaptações específicas para explorá-lo. Apesar da falta de evidências, os autores, no entanto, teorizam que algumas plantas em pequenas ilhas podem ter evoluído de forma mutualística para acomodar a polinização por lagartos.
Os lagartos conhecidos por transportar pólen são os gecos Hoplodactylus duvauceli [en] e Dactylocnemis pacificus [en]. Entre eles, visitam as flores de pelo menos quatro espécies de plantas: Metrosideros excelsa, Phormium tenax, Myoporum laetum e, em um caso, Hebe bollonsii, embora a estrutura das flores das três últimas espécies não permita que a transferência de pólen ocorra durante a alimentação dos lagartos, que são mais bem vistos como ladrões de néctar, essas plantas são adaptadas para a polinização por pássaros ou insetos. O único pólen já encontrado nesses lagartos é o de Metrosideros excelsa, que foi encontrado em 3% a 47% dos lagartos capturados nessas árvores, dependendo da noite. Esses lagartos são atraídos apenas pelo néctar das flores, não pelo pólen. Se for comprovado que os lagartos são os principais polinizadores dessas plantas, os autores do estudo teorizam que a possível síndrome de polinização associada à polinização por lagartos poderia ser um néctar abundante e possivelmente flores perfumadas no caso de lagartos noturnos. As flores ou inflorescências também devem ser robustas o suficiente para suportar o peso do polinizador durante a alimentação. Eles também teorizam que a cor vermelha das flores da maioria das espécies de Metrosideros, que geralmente atrai pássaros, pode, de alguma forma, servir também para repelir insetos e, assim, deixar mais néctar para as lagartixas. A M. excelsa é uma espécie generalista, que é polinizada por pássaros e insetos. Não parece haver nenhuma relação mutualística entre os gecos e a M. excelsa, nenhuma das espécies requer a presença da outra para se desenvolver.

## Polinização por pássaros
O termo ornitofilia é usado para descrever a polinização especificamente por pássaros. A polinização por pássaros é feita principalmente por espécies de pássaros que se especializam em comer néctar, o que é conhecido como nectarivoria. Os beija-flores, encontrados apenas nas Américas, e muitas outras espécies de aves em todo o mundo são nectarívoros obrigatórios e polinizadores importantes. Entre elas estão os Suimangas, os papa-açúcar, os melifagídeos, os pica-flores e os saíra-beija-flor, que têm bicos longos e estreitos, adequados para sondar as flores. No entanto, muitos pássaros de bico mais curto também podem polinizar, incluindo os olhos-brancos, cambacica, fura-flor e lóris, muitos dos quais têm dietas mais generalistas e também se alimentam de insetos, frutas e sementes (os pássaros de bico curto também podem roubar o néctar de flores longas, como sugere o nome “pica-flor”). Os beija-flores são o grupo mais antigo de aves especialistas em néctar, com o maior grau de especialização em néctar. A bignónia-vermelha (Campsis radicans) é uma espécie de planta adaptada especificamente para os beija-flores.
As plantas polinizadas por pássaros geralmente têm flores diurnas alongadas ou em forma de tubo, de cores vivas, vermelhas ou alaranjadas, mas sem odor, pois os pássaros têm um olfato fraco.
Cerca de 500 gêneros de plantas são polinizados por pássaros.

## Polinização por morcegos
A polinização por morcegos é chamada de quiropterofilia. Centenas de espécies de plantas tropicais dependem total ou parcialmente dos morcegos para a polinização em regiões tropicais. Desde 2009, sabe-se que 28 ordens, 67 famílias e cerca de 528 espécies de angiospermas em cerca de 250 gêneros são polinizadas por morcegos que se alimentam de néctar. Em alguns casos, os morcegos nectivoros não polinizam determinadas espécies, embora polinizem outras, mas atuam como "ladrões de néctar” [en] e exploram outros sistemas de polinização. Somente duas famílias de morcegos (não incluindo a um tanto bizarra Mystacinidae) contêm necívoros, e os necívoros morfologicamente especializados são minoria em ambas as famílias, Pteropodidae (15 espécies) e Phyllostomidae (talvez até 38 espécies na subfamília chamada Glossophaginae). Os Pteropodidae são grandes morcegos frugívoros do Velho Mundo que precisam se empoleirar na planta para acessar o néctar e não têm a capacidade de ecolocalizar, enquanto os Phyllostomidae, muito menores, só ocorrem no Novo Mundo e têm a capacidade de pairar e ecolocalizar.
As plantas polinizadas por morcegos geralmente têm flores noturnas brancas ou pálidas, grandes e em forma de sino. Muitas dessas flores têm grandes quantidades de néctar e emitem um odor que atrai os morcegos, como um forte odor frutado ou almiscarado. Os morcegos usam certos sinais químicos para localizar fontes de alimento. Eles são atraídos por odores que contenham ésteres, álcoois, aldeídos e ácidos alifáticos. Os morcegos geralmente têm uma excelente memória espacial e visitam plantas com flores específicas repetidamente.

## Polinização por outros mamíferos
Descobriu-se que os mamíferos que não voam (ou seja, todos os mamíferos, exceto os morcegos) se alimentam do néctar de várias espécies de plantas. Isso é conhecido como terofilia. Embora alguns desses mamíferos sejam polinizadores, outros não carregam ou transferem pólen suficiente para serem considerados polinizadores. O grupo de polinizadores que não voam é composto por marsupiais, lêmures, roedores, musaranhos e musaranhos-elefantes. Em 1997, estudos documentaram a polinização por mamíferos que não voam, envolvendo pelo menos 59 espécies de mamíferos distribuídos em 19 famílias e seis ordens. Em 1997, havia 85 espécies de plantas de 43 gêneros e 19 famílias que foram visitadas por esses mamíferos. Em muitos casos, uma espécie de planta é visitada por uma série de mamíferos. Dois exemplos de polinização múltipla por mamíferos são o gênero Quararibea, que é visitado por doze espécies, e o Combretum, que é visitado por oito (embora nem todos esses animais realmente polinizem as flores).
O gambá-do-mel do sudoeste da Austrália é o único mamífero totalmente nectarívoro que não é um morcego..
Um exemplo de uma planta que usa polinizadores animais é o bulbo Massonia depressa [en]. Descobriu-se que pelo menos quatro espécies de roedores visitavam o Massonia depressa durante a noite. As características das flores do Massonia depressa favorecem a polinização por mamíferos que não voam: ela tem uma inflorescência de cor opaca e muito robusta no nível do solo, tem um forte odor de levedura e secreta quantidades abundantes de néctar com predominância de sacarose durante a noite. O néctar  do Massonia depressa também foi considerado 400 vezes mais viscoso, ou seja, pegajoso, do que uma solução de açúcar equivalente. Essa consistência gelatinosa do néctar pode desencorajar o consumo de insetos e, ao mesmo tempo, facilitar a lambida por roedores..